# Dolichognatha aethiopica
Dolichognatha aethiopica là một loài nhện trong họ Tetragnathidae.
Loài này thuộc chi Dolichognatha. Dolichognatha aethiopica được miêu tả năm 1910 bởi Tullgren.